# IŻ-350
IŻ-350 (ros. ИЖ-350) – radziecki średni motocykl klasy 350 cm³ produkowany w latach 1946-1951 w zakładach Iżmasz w Iżewsku. Stanowił kopię niemieckiego DKW NZ 350-1.

## Historia
Wkrótce po zakończeniu II wojny światowej władze radzieckiego przemysłu zdecydowały o podjęciu na nowo produkcji motocykli w zakładach Iżmasz w Iżewsku, które przed wojną zajmowały się produkcją motocykli o pojemności 300 do 350 cm³. Pierwszym miała być kopia niemieckiego lekkiego motocykla DKW RT 125-1, lecz dyrekcji zakładów udało się przekonać władze o celowości produkcji średnich motocykli, jak przed wojną (RT-125 był już produkowany w Moskwie i Kowrowie, jako M1A i K-125). Jako wzór wybrano wobec tego niemiecki DKW NZ 350-1 o pojemności silnika 346 cm³. Model NZ 350-1 stanowił wprowadzone do produkcji podczas wojny ulepszenie przedwojennego NZ 350, ze zmodernizowanym silnikiem, z odlewanym żeliwnym karterem i nowszą prądnicą przejętą z DKW RT 125. Skrzynia biegów miała 4 przełożenia i sterowana mogła być nożnie lub ręcznie.
Skopiowany motocykl nazwany został IŻ-350. Skompletowanie dokumentacji i oprzyrządowania nastąpiło przy udziale zakładów DKW, w ramach reparacji wojennych. Pierwotnie używano nawet niemieckich półfabrykatów. Produkcję uruchomiono pod koniec 1946 roku, w którym wyprodukowano 83 sztuki. W 1947 wyprodukowano 2357 motocykli, a w kolejnym roku – 16 042. Konstrukcję w toku produkcji ulepszono, między innymi zamieniając żeliwny karter silnika na odlewany aluminiowy, co pozwoliło zmniejszyć masę o 28 kg.
Od 1947 roku produkowano także małe ilości opracowanej w Iżewsku wersji sportowej – crossowej IŻ-350S. Główną zmianą było nowoczesne zawieszenie przednie i tylne ze sprężynami i hydraulicznymi amortyzatorami. Z przodu zastosowano widelec teleskopowy, w tylnym zawieszeniu – wahacze. Tłumiki poprowadzono wyżej, ponad osią koła tylnego. Zdjęto reflektor, światło tylne, bagażnik i mechanizm ręcznej zmiany biegów.
Do końca produkcji w 1951 roku zbudowano 126 267 motocykli IŻ-350 lub według innych danych 127 090. Następcą był zmodernizowany IŻ-49, w którym zastosowano zawieszenie ze sportowego IŻ-350S.

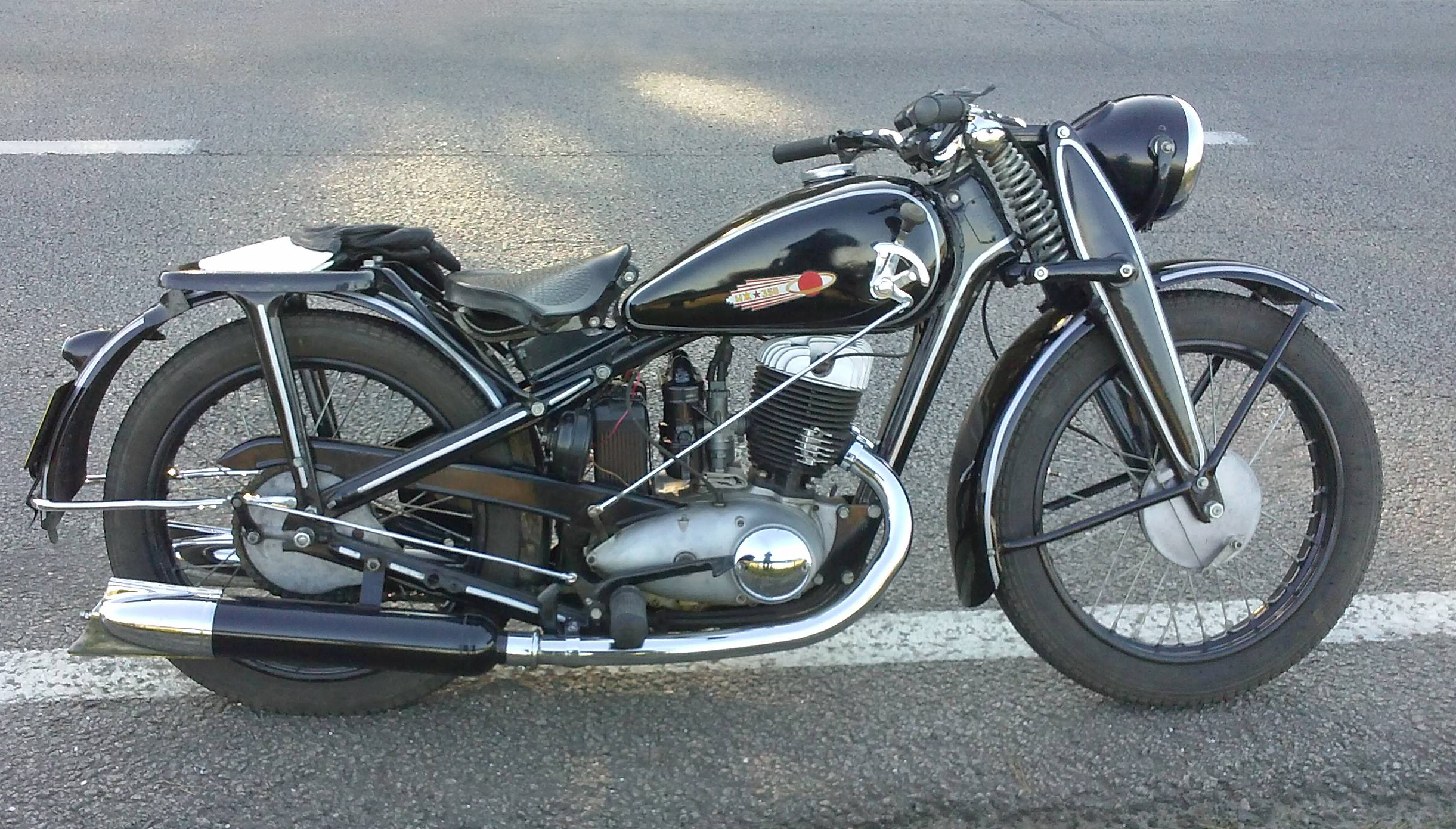
IŻ-350 1951 roku
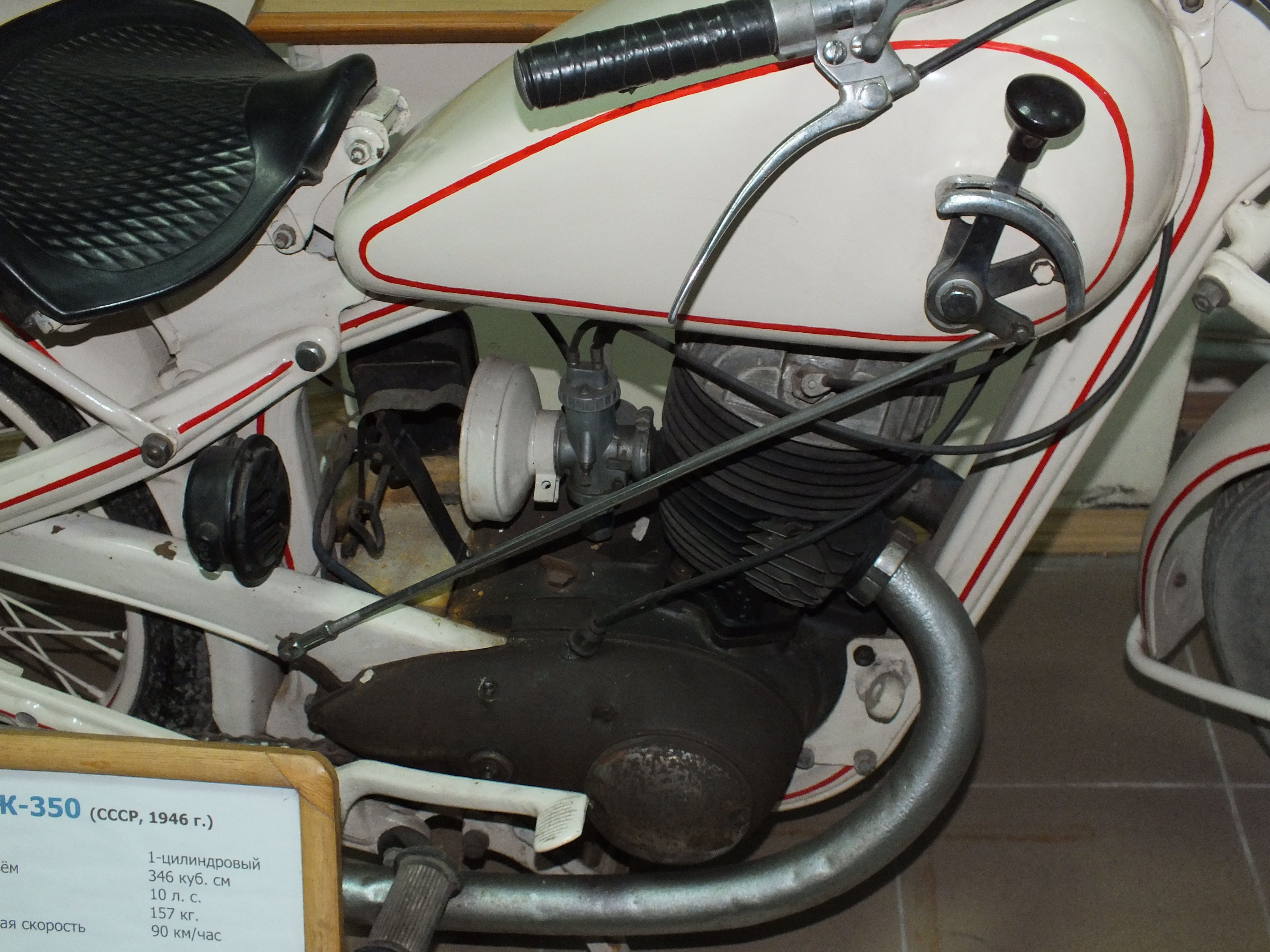
Silnik